# Catedral de Viterbo
La Catedral de Viterbo és la catedral de la ciutat de Viterbo del bisbat homònim. L'edifici mostra una imponent estructura romànica del segle xii amb una façana posterior per les obres del segle xvi, que la convertí en una façana renaixentista.
El març de 1940 Pius XII va elevar l'església a la dignitat de basílica menor.